# لبيسية
اللبيسية (الاسم العلمي: Labeoninae)، فُصيلة أسماك من شعاعيات الزعانف وفصيلة الشبوطيات. تعيش في المياه العذبة وأكثر ثراء الأنواع يوجد في المنطقة المحيطة بجنوب الصين، ولكن هناك أيضًا أنواع في أماكن أخرى في آسيا، وبعض أعضاء الصد واللبيس توجد في إفريقيا.